# 第51回ブルーリボン賞 (鉄道)

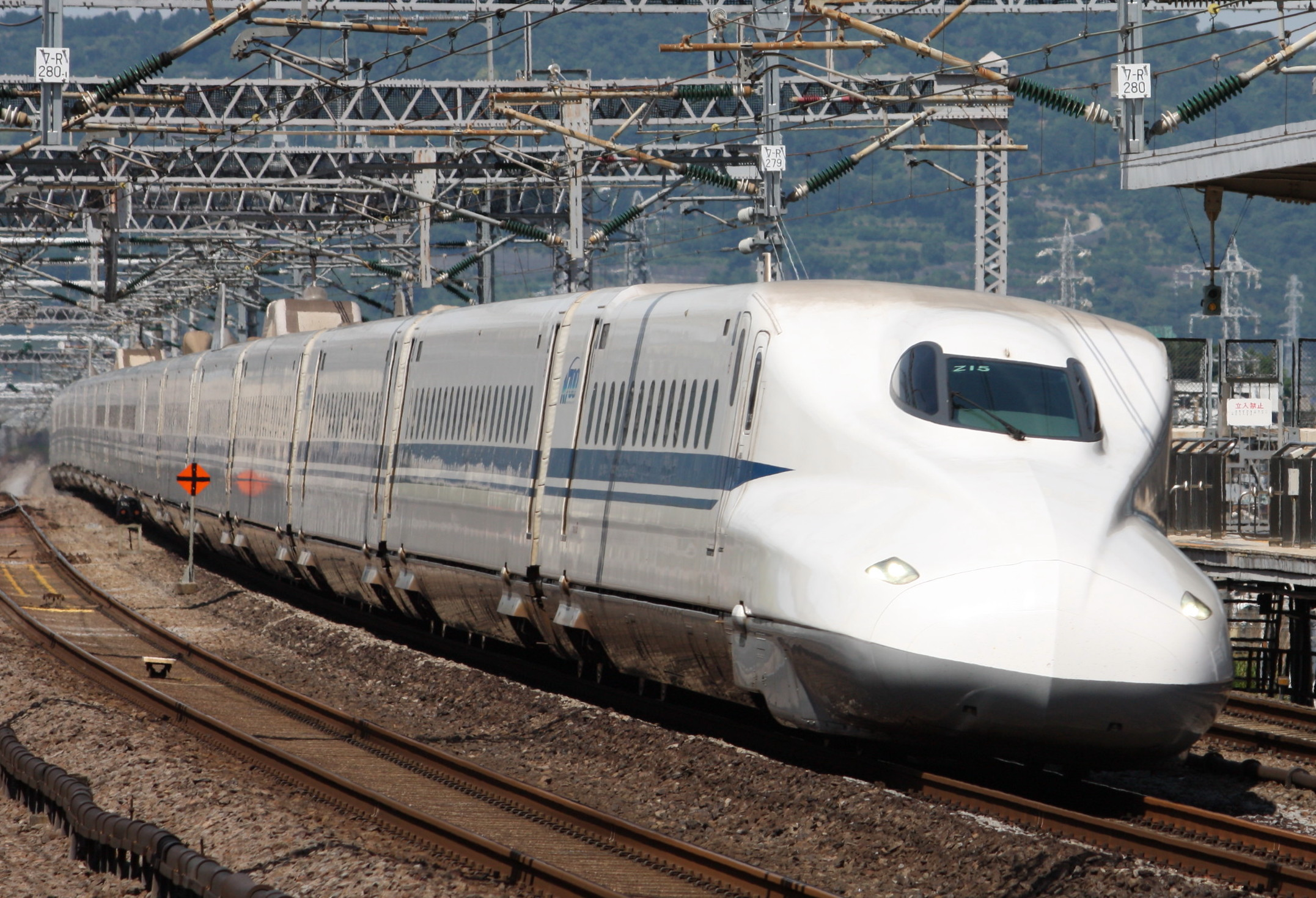
第51回ブルーリボン賞
JR東海・JR西日本N700系新幹線電車

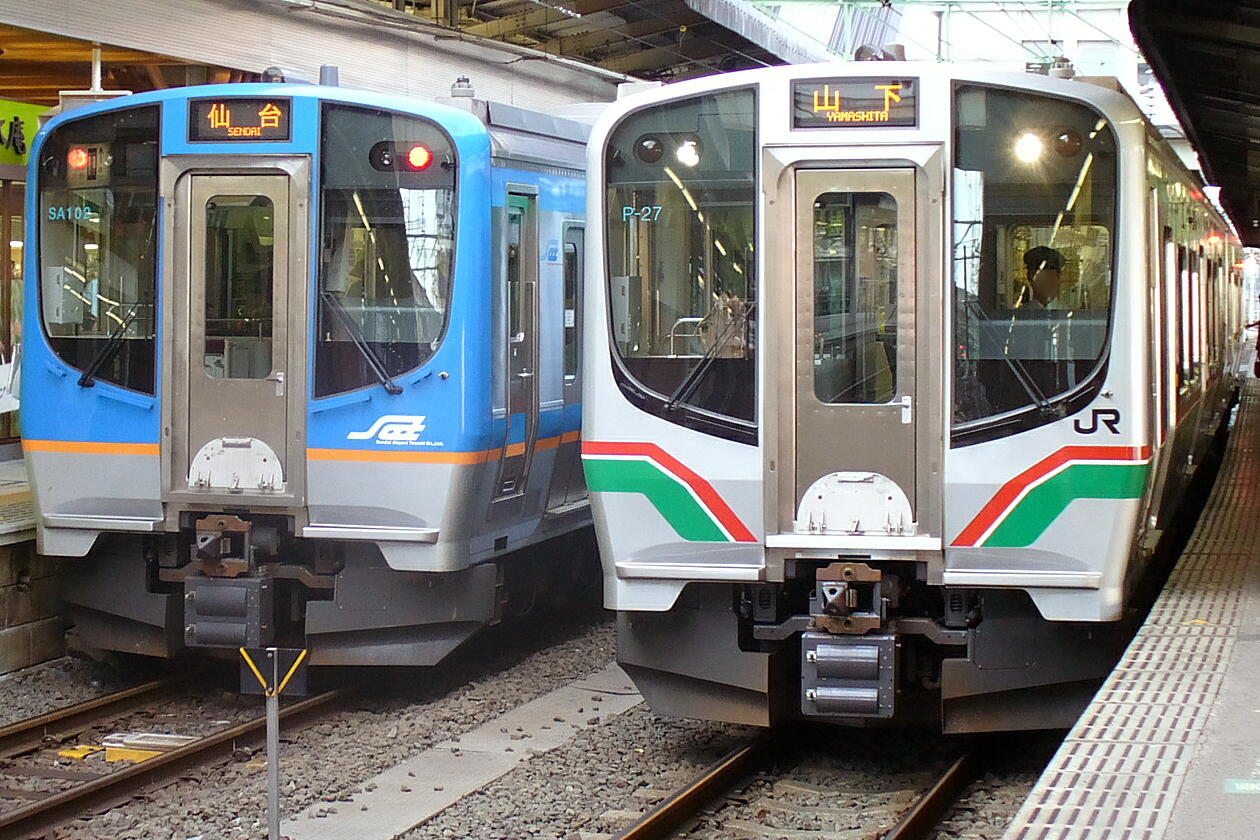
第48回ローレル賞
JR東日本E721系電車（右）
仙台空港鉄道SAT721系電車（左）

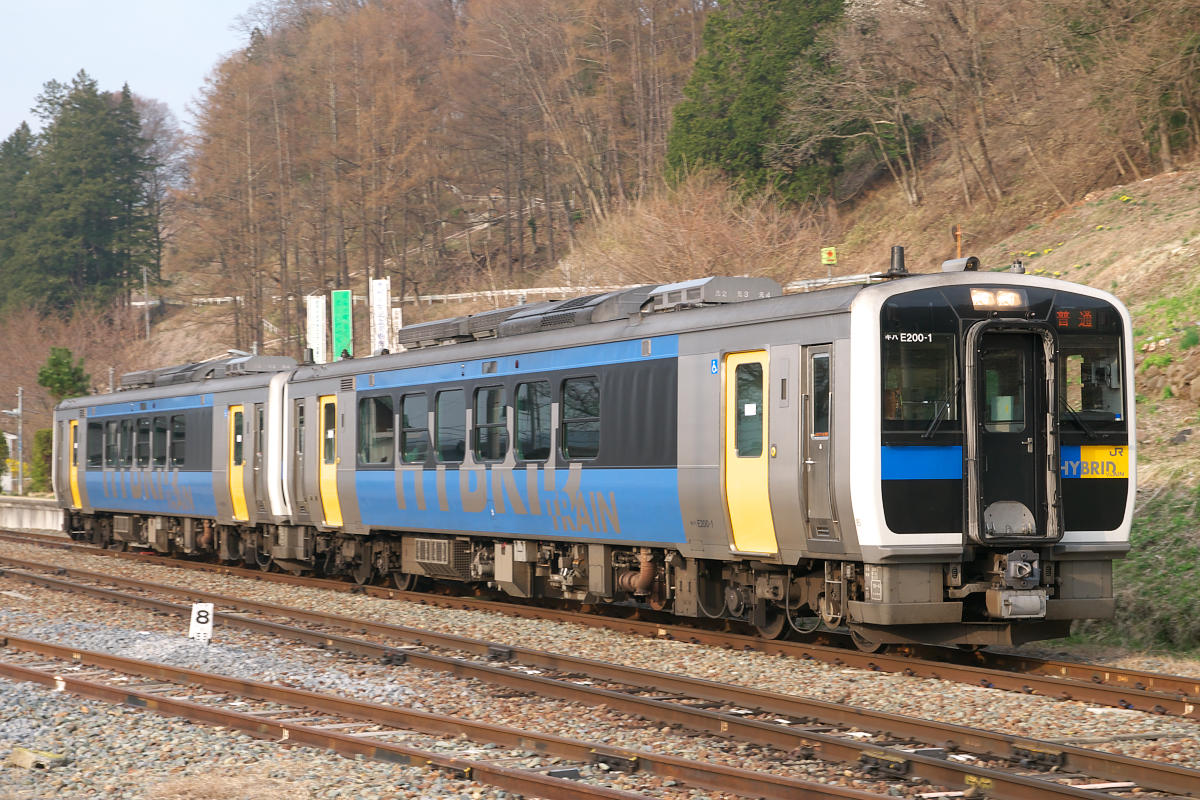
第48回ローレル賞
JR東日本キハE200形気動車

第51回ブルーリボン賞（だい51かいぶるーりぼんしょう）は、2008年に鉄道友の会が選定したブルーリボン賞である。本項では、第48回ローレル賞（だい48かいろーれるしょう）についても併せて記す。

## 概要
日本国内で使用する鉄道・軌道車両のうち、2007年1月1日から12月31日に日本国内で営業運転に就いた新形式車両またはそれとみなせる車両で、候補車両決定の時点で現に営業をしていることを概ねの要件とする選定候補車両18車種のなかから、ブルーリボン賞1形式、ローレル賞2形式が選定された。

## 選定車両

### ブルーリボン賞
- 東海旅客鉄道・西日本旅客鉄道 N700系新幹線電車
  - 有効投票数2512票のうち最高得票の629票により選定。

### ローレル賞
- 東日本旅客鉄道・仙台空港鉄道 E721系電車・SAT721系電車
  - 前例にとらわれない発想転換を伴う地域利用者本位の設計コンセプト、様々な工夫と機器の小型化による低床電車の実現、首都圏レベルの輸送サービスの地域展開を評価し選定。
- 東日本旅客鉄道 キハE200形気動車
  - 環境世紀にふさわしい最新技術を用いたハイブリッド気動車の実現したことを評価し選定。

## 候補車両
鉄道友の会ブルーリボン賞・ローレル賞選考委員会が、候補車両とした18車種。
| 会社名                      | 車両形式                             |
| --------------------------- | ------------------------------------ |
| 北海道旅客鉄道              | 789系1000番台電車                    |
| 北海道旅客鉄道              | キハ261系1000番台気動車              |
| 函館市交通局                | 9600形電車                           |
| 東日本旅客鉄道 仙台空港鉄道 | E721系電車 SAT721系電車              |
| 東日本旅客鉄道              | E655系電車                           |
| 東日本旅客鉄道              | キハE130系気動車                     |
| 東日本旅客鉄道              | キハE200形気動車                     |
| 埼玉新都市交通              | 2000系電車                           |
| 小田急電鉄                  | 4000形電車                           |
| 東京急行電鉄                | 7000系電車                           |
| 京浜急行電鉄                | 1000形電車（6次車）                  |
| 東京都交通局                | 9000形電車                           |
| 東海旅客鉄道 西日本旅客鉄道 | N700系新幹線電車                     |
| 阪神電気鉄道                | 1000系電車                           |
| 大阪府都市開発              | 7020系電車                           |
| 松浦鉄道                    | MR-600形気動車                       |
| 南阿蘇鉄道                  | DB16形ディーゼル機関車 TORA200形客車 |
| 鹿児島市交通局              | 7000形電車                           |